# حسام الدين الصنهاجي
حسام الدين الصنهاجي هو لاعب كرة قدم مغربي من مواليد 1 نوفمبر 1985، شغل مركز مهاجم في عدة أندية مغربية مثل أولمبيك آسفي، الرجاء الرياضي، المغرب التطواني، الجيش الملكي.